# Karl Jühlke

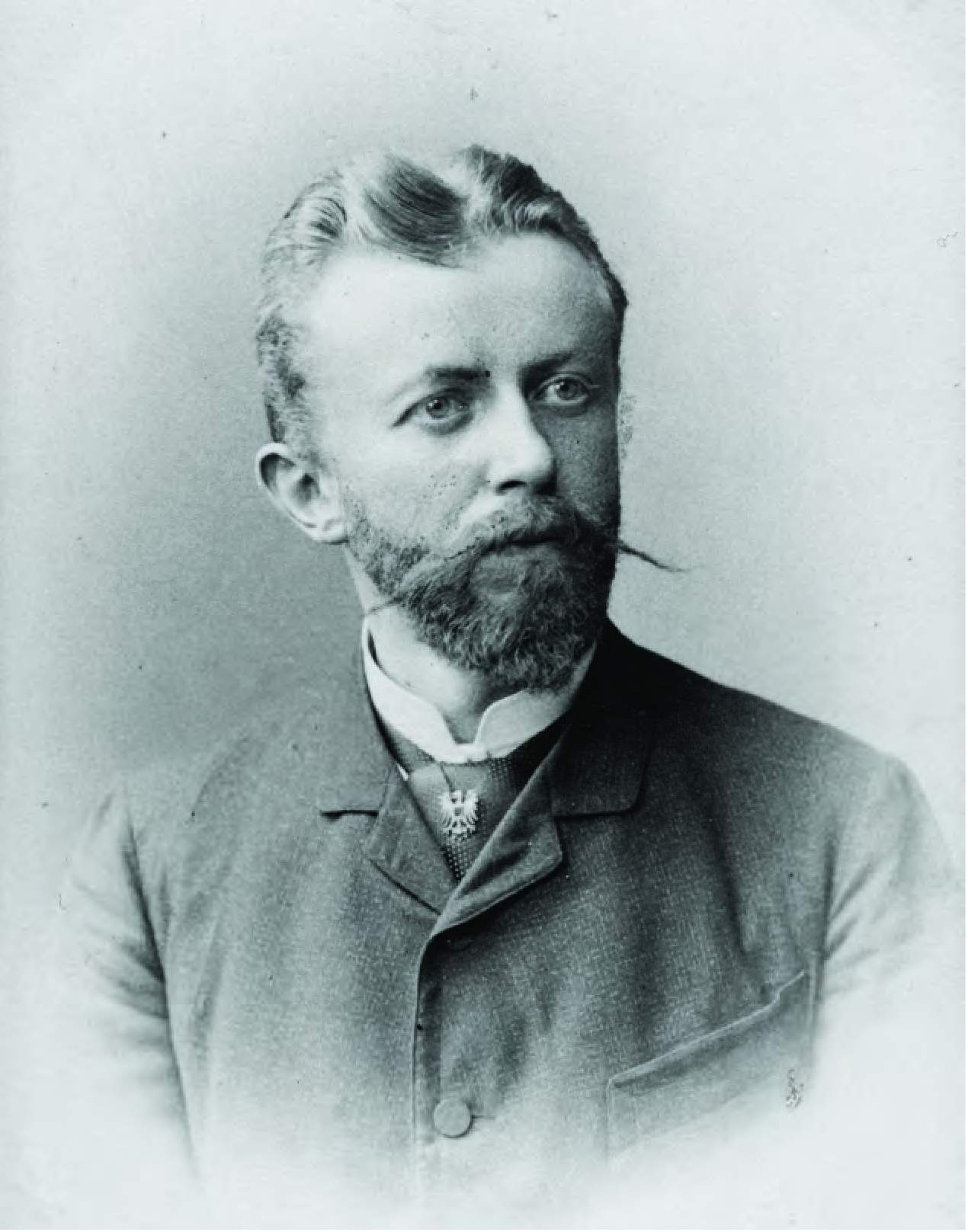
Karl Jühlke (vers 1880).

Karl Ludwig Jühlke, né le 6 septembre 1856 à Eldena et mort le 1er décembre 1886 à Kismaju, en Afrique orientale allemande, est un explorateur prussien de l'Afrique orientale.

## Biographie
Son père Ferdinand Jühlke (de) est professeur à l'Académie royale d'État et d'agriculture d'Eldena (de), auteur d'ouvrage d'agriculture et de jardinage et plus tard directeur des jardins royaux de Prusse. Karl Jühlke poursuit ses études à l'école de l'abbaye d'Ilfeld (de) dans le Harz, où il fait la connaissance de Carl Peters, puis il fait du droit à Tübingen, Leipzig, Heidelberg et Berlin et devient en 1881 assesseur (Referendar) à Werder puis à Potsdam.
Il participe avec son ami de jeunesse Carl Peters en 1884 à la fondation de la Gesellschaft für deutsche Kolonisation (Compagnie pour la colonisation allemande, plus tard la Deutsch-Ostafrikanische Gesellschaft, Compagnie de l'Afrique orientale allemande) et part pour l'Afrique orientale. Il arrive le 4 novembre 1884 avec Peters, Joachim von Pfeil et August Otto (de) à Zanzibar  et le 9 novembre suivant en caravane à Saadani (de). Dans l'Usagara et les régions voisines, Jühlke, Peters et leurs compagnons de voyage marquent le point de départ de la colonisation allemande ultérieure en «signant des contrats». Ce territoire de 150 000 km2 est acquis par la Compagnie pour la colonisation allemande et plus tard placé sous la protection du Reich par une lettre impériale de protection. Jühlke, basé à Zanzibar en tant que représentant général de la Compagnie, est chargé de l'exercice de la juridiction dans les territoires nouvellement acquis et placé sous la protection du consulat général impérial de Zanzibar.
Du printemps 1885 à mars 1886, Jühlke travaille donc pour la Deutsch-Ostafrikanische Gessellschaft, négociant pour fonder des colonies dans la région des Monts Usambara et le pays Chagga, dans la région du Kilimandjaro. Entre mars et août 1886, Jühlke retourne en Allemagne, puis repart pour l'Afrique orientale, cette fois-ci en Somalie du Sud sur la côte de Benadir. Il explore les pistes le long de la côté, du nord dans le Sultanat de Witu jusqu'à l'embouchure du Juba afin d'y établir les bases de l'entreprise coloniale allemande sur la côte somalienne. Il fonde la station de Hohenzollernhafen (en) dans la baie de Wubuschi. Mais les titres de propriété acquis ici n'ont pas été reconnus par le gouvernement impérial et ont tous été abandonnés à nouveau par le traité de Zanzibar de 1890.
Karl Jühlke est assassiné le 1er décembre 1886 par un Somali. Il est enterré au cimetière nouveau de Potsdam, mais sa tombe a disparu.

## Quelques publications
- Die Erwerbung des Kilima-Ndscharo-Gebietes, Cologne, 1886
- Meine Wanderung nach dem Kilimandscharo, Berlin, 1886